# أوسو (بلدية ايطالية)
أوسو (بالإيطالية Usseu  وتكتب باللغة الأوكيتانية Usseaus) عرفت بأنها بلدية تقع في مدينة تورينو الحضارية بمنطقة بييمونتي الإيطالية وتبعد حوالي 50 كيلو متر غرب مدينة تورينو.

## الموقع
ويحدها كل من : إكسيليس وتشيومونتي وغرافيري وميانا دي سوسا وبراغيلاتو وفينستريل.

## روابط خارجية
- Official website